# مریم‌گلی غربی
مریم‌گلی غربی (نام علمی: Salvia occidentalis) نام یک گونه از سرده مریم‌گلی است.